# Église Saint-Étienne de Plouezoc'h
Pour les articles homonymes, voir Église Saint-Étienne et Saint-Étienne (homonymie).
L'église Saint-Étienne est une église catholique située à Plouezoc'h, en France.

## Localisation
L'église est située dans le département français du Finistère, sur la commune de Plouezoc'h.

## Historique
L'édifice est classé au titre des monuments historiques en 1914.